# Adenbüttel
Adenbüttel er en kommune i den sydlige del af Landkreis Gifhorn i den tyske delstat Niedersachsen. Den ligger i den nordvestlige del af amtet (Samtgemeinde) Papenteich. I kommunen Adenbüttel ligger ud over Adenbüttel landsbyen Rolfsbüttel

## Geografi
|                           | Byen Gifhorn (16 km)      |                              |  |                        |
| Kommunen Didderse (3 km)  |                           | Kommunen Rötgesbüttel (8 km) |  |                        |
|                           |                           | Kommunen Meine (4 km)        |  | Byen Wolfsburg (24 km) |
| Kommunen Schwülper (3 km) |                           | Rethen (2 km)                |  |                        |
|                           |                           |                              |  |                        |
|                           | Byen Braunschweig (16 km) |                              |  |                        |

Adenbüttel ligger nord for Braunschweig, mellem Harzen og Lüneburg Heide. Andre store byer i nærheden er: Wolfsburg, Salzgitter, Wolfenbüttel, Gifhorn, Peine og Celle.